# Yalennis Castillo
Yalennis Castillo (La Melba, 21 maggio 1986) è una judoka cubana, vincitrice della medaglia d'argento nei 78 kg alle Olimpiadi di Pechino 2008.

## Palmarès
- Giochi olimpici

Pechino 2008: argento nei 78 kg.
- Giochi panamericani

2011 - Guadalajara: bronzo nella categoria 78 kg.
2015 - Toronto: bronzo nella categoria 78 kg.
- Campionati panamericani di judo

2010 - San Salvador: argento nella categoria 78 kg.